# Jerzy Jedlicki
Jerzy Andrzej Jedlicki (ur. 14 czerwca 1930 w Warszawie jako Jerzy Grossman, zm. 31 stycznia 2018 w Warszawie) – polski historyk idei, profesor nauk humanistycznych, działacz opozycji w okresie PRL.

## Życiorys

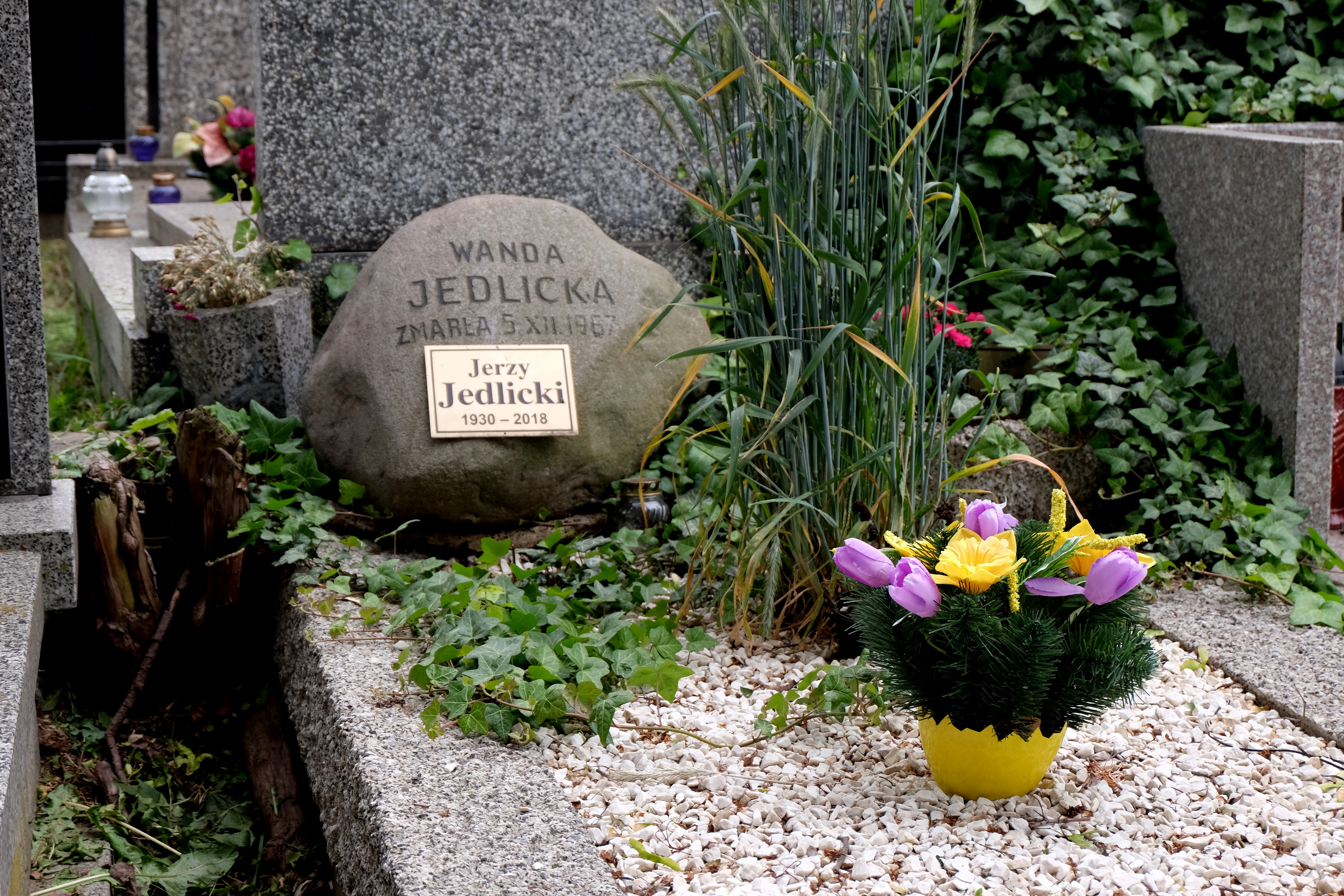
Grób Jerzego Jedlickiego na Cmentarzu Wojskowym na Powązkach w Warszawie

Urodził się w zasymilowanej rodzinie żydowskiej, był synem Wiktora i Wandy. W 1935 wraz z bratem został ochrzczony w obrządku ewangelicko-reformowanym. W 1940 jego rodzina nie podporządkowała się rozkazom niemieckim i nie przeprowadziła się na teren warszawskiego getta. Od tego czasu żył na tzw. aryjskich dokumentach jako Jerzy Jedlicki; nie powrócił do swojego poprzedniego nazwiska.
W 1948 ukończył szkołę średnią w Łodzi, a w 1952 ukończył studia socjologiczne na Uniwersytecie Warszawskim. Uzyskiwał następnie stopnie doktora (1960) i doktora habilitowanego (1967). W 1980 otrzymał tytuł profesora nadzwyczajnego, a w 1989 został profesorem zwyczajnym. Zawodowo od 1954 związany z Instytutem Historii Polskiej Akademii Nauk. W 1991 objął w nim kierownictwo Pracowni Dziejów Inteligencji (zastępując Ryszardę Czepulis-Rastenis). W pierwszej połowie lat 80. był także wykładowcą UW. W pracy naukowej specjalizował się w historii kultury wieków od XVIII do XX i w historii społecznej.
Od 1948 należał do Związku Walki Młodych, a następnie do Związku Młodzieży Polskiej. W latach 1952–1968 był członkiem PZPR, którą opuścił w ramach protestu wobec wydarzeń marcowych. Był jedynym pracownikiem Instytutu Historii PAN, który wówczas zrezygnował z członkostwa w partii. Brał udział w dyskusjach w ramach Klubu Krzywego Koła. Był sygnatariuszem Memoriału 101, będącego wystąpieniem polskich intelektualistów przeciwko zmianom Konstytucji PRL. Od 1977 zajmował się organizacją Uniwersytetu Latającego, był członkiem założycielem, wykładowcą i członkiem rady programowej Towarzystwa Kursów Naukowych. Jako wykładowca klubu dyskusyjnego współpracował ze Studenckim Komitetem Solidarności, uczestniczył w Konwersatorium „Doświadczenie i Przyszłość”.
W okresie wydarzeń sierpniowych w 1980 był sygnatariuszem skierowanego do władz komunistycznych apelu 64 naukowców, literatów i publicystów o podjęcie dialogu ze strajkującymi robotnikami. Wstąpił następnie do „Solidarności”. Po wprowadzeniu stanu wojennego internowano go na okres od grudnia 1981 do lipca 1982. Po zwolnieniu publikował w pismach drugiego obiegu, m.in. w „Tygodniku Mazowsze”.
W III RP zaangażował się w działalność m.in. Pen Clubu. Był członkiem rady nadzorczej Polskiej Agencji Informacyjnej, przewodniczącym rady programowej Stowarzyszenia Przeciwko Antysemityzmowi i Ksenofobii Otwarta Rzeczpospolita oraz członkiem Collegium Invisibile.
Pochowany został w grobowcu rodzinnym na Cmentarzu Wojskowym na Powązkach (kwatera A38–1–28).

## Odznaczenia i wyróżnienia
W 2011 prezydent Bronisław Komorowski odznaczył go Krzyżem Komandorskim Orderu Odrodzenia Polski.
W 2009 otrzymał Nagrodę im. Jerzego Giedroycia (za książkę Dzieje inteligencji polskiej do roku 1918 napisaną wspólnie z Maciejem Janowskim i Magdaleną Micińską). W 2012 został laureatem Nagrody Polskiego PEN Clubu im. Jana Parandowskiego. W 2015 wyróżniony Nagrodą Fundacji na rzecz Nauki Polskiej (w kategorii nauki humanistyczne i społeczne).

## Publikacje
- Nieudana próba kapitalistycznej industrializacji, Warszawa 1964.
- Klejnot i bariery społeczne: przeobrażenia szlachectwa polskiego w schyłkowym okresie feudalizmu, Warszawa 1968.
- Jakiej cywilizacji Polacy potrzebują: studia z dziejów idei i wyobraźni XIX wieku, PWN, Warszawa 1988.
- Źle urodzeni, czyli o doświadczeniu historycznym, Aneks, Londyn 1993.
- Świat zwyrodniały. Lęki i wyroki krytyków nowoczesności, Sic!, Warszawa 2000.
- Błędne koło 1832–1864, [w:] Dzieje inteligencji polskiej do roku 1918, Instytut Historii PAN, Warszawa 2008.